# Chiquinquirá
Chiquinquirá è un comune della Colombia facente parte del dipartimento di Boyacá.
Il centro abitato venne fondato da Catalina de Irlos nel 1586, mentre l'istituzione del comune è del 1810.

## Monumenti e luoghi d'interesse

### Basilica della Vergine di Chiquinquirá
La Basilica della Vergine di Chiquinquirá è una basilica minore della Chiesa cattolica. La sua facciata è in pietra arenaria, la cui ricostruzione, dopo il terremoto del 1785, fu progettata e supervisionata da Domingo de Petrés, frate cappuccino che costruì numerosi edifici religiosi tra la fine del XVIII secolo e l'inizio del XIX.
La costruzione è lunga 80 m e larga 36 e ricopre un'area di 2.880 m². La navata centrale è larga 10,50 m e alta 18 m, si eleva su 12 colonne che sono la base di 5 archivolti.
L'interno della basilica è luminoso anche grazie al bianco dei pilastri, dotati di contorni dorati.
Ha una cupola decorata in azzurro e l'altare contiene il quadro originale che rappresenta la Vergine di Chiquinquirá, dipinto da Alonso de Narváez de Andalucía verso il 1560; all'immagine la tradizione attribuisce fenomeni soprannaturali, che si sarebbero verificati nel 1586 durante il restauro. I chiostri del lato nord della basilica furono restaurati dopo un terremoto.

### Palazzo della Cultura
Il Palazzo della Cultura Rómulo Rozo, dichiarato monumento nazionale nel 2000 dal Ministero dell'Educazione nazionale, è quello dell'antica stazione ferroviaria di Chiquinquirá. Essa fu opera dell'architetto Joseph Martens, iniziata nel 1926 e inaugurata nel 1928 e si compone di un solo corpo coperto da un tetto unico in mansarda di stile francese del secolo XVIII e tre grandi porte delle stesse dimensioni; ha una tettoia di ferro che fa risaltare l'entrata principale su quelle laterali. Dalla metà del 1975, alla chiusura della ferrovia la stazione di Chiquinquirá cadde in disuso e fu abbandonata. Fu restaurata in occasione della visita di Papa Giovanni Paolo II nel 1986. Al secondo piano ha una mostra permanente di artigianato di Boyacá e si prevede l'installazione del Museo delle Arti e Tradizioni.